# Liste des sites classés et inscrits de Seine-et-Marne
Cet article recense les sites classés et inscrits en Seine-et-Marne, en France.

## Liste

### Sites classés
La liste suivante recense les sites classés du département. Certains sites semblent avoir disparu depuis leur classement (arbres abattus, etc.).
| Site | Commune(s) | Date                          | Superficie (ha) | Motifs de classement, notes | Coordonnées                 | Photo |
| --- | --- | ----------------------------- | --------------- | --- | --------------------------- | ----- |
| Forêt domaniale de Fontainebleau | Avon, Bois-le-Roi, Chailly-en-Bière, Dammarie-les-Lys, Fontainebleau, La Rochette, Samois-sur-Seine                                                                        | 2 juillet 1965                | 17 400          | Pittoresque | 48° 25′ 40″ N, 2° 41′ 23″ E |       |
| Site du ru d'Ancœuil | Blandy, Bombon, Bréau, Champeaux, La Chapelle-Gauthier, Maincy, Moisenay, Sivry-Courtry, Saint-Méry                                                                        | 14 octobre 1985 20 août 1990  | 1 864           | Pittoresque Le rue d'Ancœuil est le nom de l'Almont, affluent de la Seine, entre Blandy et le parc du château de Vaux-le-Vicomte. | 48° 33′ 21″ N, 2° 44′ 59″ E |       |
| Vallée de l'Orvanne | Blennes, Chevry-en-Sereine, Diant, Dormelles, Flagy, Moret-Loing-et-Orvanne, Noisy-Rudignon, Thoury-Férottes, Villecerf, Villemer, Ville-Saint-Jacques, Voulx              | 10 mars 1999                  | 6 980           | Historique, pittoresque Cours de l'Orvanne entre Blennes et Moret-Loing-et-Orvanne, à son confluent avec le Loing. | 48° 17′ 46″ N, 2° 56′ 00″ E |       |
| Vallée de Boissy-aux-Cailles et ses contreforts | Boissy-aux-Cailles, Le Vaudoué | 29 août 1975                  | 836             | Pittoresque Vallée appartenant aux derniers contreforts du sud-ouest de la forêt des Trois-Pignons | 48° 19′ 42″ N, 2° 30′ 04″ E |       |
| Haute vallée de l'Essonne | Boulancourt, Buthiers, Nanteau-sur-Essonne(Loiret : Augerville-la-Rivière, Malesherbes et Orville)                                                                         | 26 août 2011                  | 2 526           | Pittoresque Le site s'étend également sur trois communes du Loiret. | 48° 17′ 49″ N, 2° 25′ 13″ E |       |
| Ensemble formé par la forêt domaniale et les bois de la Commanderie, la forêt domaniale et les bois de Larchant, les bois de la Justice et leurs abords | Bourron-Marlotte, La Chapelle-la-Reine, Grez-sur-Loing, Larchant, Recloses, Saint-Pierre-lès-Nemours, Villiers-sous-Grez                                                   | 22 mars 2000                  | 4 921           | Pittoresque | 48° 18′ 25″ N, 2° 38′ 23″ E |       |
| Rives du Loing | Bourron-Marlotte, Grez-sur-Loing, Montigny-sur-Loing, La Genevraye, Montcourt-Fromonville, Darvault, Moret-Loing-et-Orvanne, Villecerf, Villemer, Saint-Pierre-lès-Nemours | 13 novembre 1975 30 août 1978 | 2 993           | Pittoresque | 48° 19′ 12″ N, 2° 43′ 03″ E |       |
| Ensemble formé par la vallée de l'Yerres aval et ses abords                                                                                             | Brie-Comte-Robert, Combs-la-Ville, Évry-Grégy-sur-Yerre | 13 septembre 2005             | 586             | Pittoresque | 48° 40′ 10″ N, 2° 35′ 00″ E |       |
| Site des vallées des rus de la Brosse et de la Gondoire                                                                                                 | Bussy-Saint-Martin, Bussy-Saint-Georges, Conches-sur-Gondoire, Gouvernes, Saint-Thibault-des-Vignes                                                                        | 14 septembre 1990             | 438             | Historique, pittoresque | 48° 51′ 08″ N, 2° 41′ 30″ E |       |
| Ensemble formé par la vallée du Grand Morin et ses abords                                                                                               | La Celle-sur-Morin, Crécy-la-Chapelle, Dammartin-sur-Tigeaux, Guérard, Tigeaux, Voulangis                                                                                  | 28 mars 2007                  | 3 280           | Pittoresque | 48° 50′ 05″ N, 2° 56′ 39″ E |       |
| Ensemble formé par le ru de Rebais, le moulin de Choiseau et les abords du château de Fleury-en-Bière                                                   | Cély, Fleury-en-Bière, Saint-Martin-en-Bière | 5 décembre 2002               | 651             | Historique, pittoresque | 48° 26′ 59″ N, 2° 32′ 49″ E |       |
| Boucles de la Seine et vallon du ru de Balory | Cesson, Nandy, Savigny-le-Temple, Seine-Port | 15 décembre 1994              | 776             | Pittoresque Le site inclut le sud de la forêt de Rougeau et une partie de la forêt de Bréviande. | 48° 33′ 25″ N, 2° 33′ 29″ E |       |
| Confluent de la Seine et du Loing | Champagne-sur-Seine, Moret-Loing-et-Orvanne, Saint-Mammès | 5 mai 1987                    | 72              | Pittoresque | 48° 23′ 12″ N, 2° 47′ 50″ E |       |
| Propriété du Pré | Chartrettes | 23 octobre 1985               | 33              | Pittoresque | 48° 29′ 28″ N, 2° 42′ 08″ E |       |
| Propriété Les Bergeries | Chartrettes | 7 juin 1984                   | 15              | | 48° 29′ 39″ N, 2° 41′ 53″ E |       |
| Perspectives du château | Chevry-en-Sereine | 30 juin 1967                  | 229             | Pittoresque | 48° 14′ 40″ N, 2° 56′ 08″ E |       |
| Parc du château de Montanglaust et ses perspectives | Coulommiers | 31 janvier 1990               | 16              | Historique, pittoresque | 48° 49′ 32″ N, 3° 04′ 28″ E |       |
| Château et parc | Coupvray | 15 juin 1944                  | 46              | | 48° 53′ 16″ N, 2° 47′ 40″ E |       |
| Cèdre à l'angle des rues de La Fontaine et du Général Loizillon                                                                                         | Dammarie-les-Lys | 9 mars 1933                   | 0               | Le cèdre n'existe vraisemblablement plus ; les rues de La Fontaine et du Général Loizillon ne se croisent plus. | 48° 30′ 40″ N, 2° 38′ 02″ E |       |
| Site des abords du ru de la Gaudinel | Féricy, Fontaine-le-Port, Héricy, Samois-sur-Seine | 18 novembre 1986              | 402             | Pittoresque Le ru de la Gaudinel (ou de la Gaudine, ou encore de la Vallée-Javot) est un petit affluent de la Seine au niveau de Fontaine-le-Port. Outre la vallée du ru, la protection inclut la partie de la forêt domaniale de Barbeau le long de la Seine. | 48° 27′ 39″ N, 2° 46′ 39″ E |       |
| Parc du château de la Barre | Fontaine-le-Port | 4 novembre 1986               | 8,5             | Pittoresque | 48° 29′ 16″ N, 2° 45′ 19″ E |       |
| Terrains appartenant à l'État | Fontainebleau | 23 mai 1939                   | 39              | Les terrains classés forment des perspectives entre la forêt et le château de Fontainebleau. | 48° 23′ 47″ N, 2° 41′ 56″ E |       |
| Bois des Bauges et ses abords | La Genevraye | 9 août 1978                   | 45              | | 48° 19′ 18″ N, 2° 44′ 02″ E |       |
| Église et son cimetière | La Genevraye | 14 janvier 1970               | 0,5             | Pittoresque | 48° 19′ 15″ N, 2° 45′ 00″ E |       |
| Propriété Clairefontaine | Gressy, Messy | 15 mai 1985                   | 4,4             | | 48° 58′ 00″ N, 2° 40′ 30″ E |       |
| Ancien château, communs et parc | Héricy | 16 décembre 1972              | 3,8             | | 48° 26′ 56″ N, 2° 45′ 48″ E |       |
| Terrasse de Stoppa avec le chemin de rive en bordure de Seine                                                                                           | Héricy | 5 septembre 1929              | 0,2             | Artistique | 48° 27′ 06″ N, 2° 45′ 50″ E |       |
| Terrasse Watteville | Héricy | 5 septembre 1929              | 1,4             | Artistique | 48° 26′ 59″ N, 2° 45′ 39″ E |       |
| Parc Debreuil | Le Mée-sur-Seine, Melun | 15 septembre 1980             | 10              | | 48° 32′ 27″ N, 2° 38′ 58″ E |       |
| Pré-Chamblain et ses plantations | Melun | 19 avril 1947                 | 1               | Le site n'existe plus, remplacé par un ensemble d'immeubles. | 48° 32′ 06″ N, 2° 39′ 15″ E |       |
| Préfecture, ses jardins et ses abords | Melun | 3 mars 1947                   | 6,8             | Historique, pittoresque | 48° 32′ 24″ N, 2° 39′ 18″ E |       |
| Deux anciens moulins à tan | Moret-Loing-et-Orvanne | 10 septembre 1913             | 0,02            | Artistique Les deux moulins sont situés sur le côté du pont qui enjambe le Loing et conduit à la porte de Bourgogne. | 48° 22′ 21″ N, 2° 49′ 11″ E |       |
| Propriétés dites La Grange Batelière et La Tipaque | Moret-Loing-et-Orvanne | 1er décembre 1965             | 5               | Pittoresque | 48° 22′ 06″ N, 2° 49′ 27″ E |       |
| Rives du Loing et les abords du donjon | Moret-Loing-et-Orvanne | 10 octobre 1974               | 6,6             | Pittoresque | 48° 22′ 13″ N, 2° 49′ 17″ E |       |
| Site du Calvaire | Moret-Loing-et-Orvanne | 18 juin 1929                  | 0,25            | Artistique | 48° 22′ 45″ N, 2° 49′ 12″ E |       |
| Rochers du Mont d'Elivet, du Crot aux Loups, des Gros Monts et des Beauregards                                                                          | Nemours | 30 juin 1928                  | 26              | Artistique La protection couvre de nombreuses parcelles disjointes de la forêt de Nanteau. | 48° 15′ 10″ N, 2° 42′ 40″ E |       |
| Terrains contigus aux remparts y compris les fossés, les ponts et le sentier Saint-Jacques                                                              | Provins | 26 février 1934               | 3               | | 48° 33′ 50″ N, 3° 17′ 01″ E |       |
| Domaine de Rubelles | Rubelles | 6 novembre 1995               | 37              | Pittoresque | 48° 33′ 51″ N, 2° 40′ 54″ E |       |
| Terrains portant extension du site classé du ru d'Ancœuil                                                                                               | Saint-Méry | 14 octobre 1985               | 1 865           | | 48° 33′ 36″ N, 2° 47′ 16″ E |       |
| Rochers du Clos Jolinois | Saint-Pierre-lès-Nemours | 18 août 1928                  | 4               | Artistique | 48° 15′ 31″ N, 2° 41′ 05″ E |       |
| Zone de terrain contenant les Rochers Gréau | Saint-Pierre-lès-Nemours | 20 août 1932                  | 24              | | 48° 15′ 40″ N, 2° 41′ 05″ E |       |
| Propriété des Îles | Seine-Port | 26 septembre 1989             | 11              | Pittoresque | 48° 33′ 28″ N, 2° 32′ 27″ E |       |
| Cèdre du Liban | Torcy | 24 janvier 1912               | 0               | Le cèdre semble avoir été abbatu depuis son classement, mais son existence est perpétuée dans le nom de la rue du Cèdre qui lui est proche. | 48° 51′ 08″ N, 2° 39′ 00″ E |       |
| Château et une partie de son parc | Vaux-le-Pénil | 8 décembre 1964               | 31              | Pittoresque | 48° 32′ 02″ N, 2° 40′ 15″ E |       |

### Sites inscrits
La liste suivante recense les sites inscrits du département.
| Site | Commune(s) | Date              | Superficie (ha) | Notes | Coordonnées                 | Photo |
| --- | --- | ----------------- | --------------- | --- | --------------------------- | ----- |
| Immeubles bâtis ou non-bâtis, rochers, groupes de rochers, cavernes et plantations                                                         | Achères-la-Forêt, Arbonne-la-Forêt, Noisy-sur-École, Le Vaudoué (Essonne : Milly-la-Forêt)                               | 25 juin 1943      | 4 472           | Le site s'étend également sur une commune de l'Essonne. Il s'agit d'un ensemble de chaos rocheux en périphérie de la forêt des Trois-Pignons, elle même située à l'ouest de la forêt de Fontainebleau. | 48° 23′ 34″ N, 2° 31′ 16″ E |       |
| Domaine forestier des Gros-Sablons dit propriété Vollard                                                                                   | Arbonne-la-Forêt, Noisy-sur-École, Le Vaudoué                                                                            | 25 juin 1943      | 1 045           | chaos rocheux de la forêt des Trois-Pignons, propriété au début du XXe siècle du marchand d'art Ambroise Vollard.                                                                                      | 48° 22′ 51″ N, 2° 32′ 06″ E |       |
| Domaine de la Rivière | Avon, Thomery | 3 mars 1947       | 65              | | 48° 24′ 37″ N, 2° 45′ 36″ E |       |
| Abords de la forêt de Fontainebleau | Barbizon, Chailly-en-Bière, Dammarie-les-Lys, Perthes                                                                    | 19 avril 1947     | 2 084           | | 48° 27′ 59″ N, 2° 35′ 47″ E |       |
| Villages de Boissy-aux-Cailles, Noisy-sur-École, Le Vaudoué et leurs zones boisée environnantes                                            | Boissy-aux-Cailles, Noisy-sur-École, Le Vaudoué                                                                          | 12 décembre 1972  | 1 831           | | 48° 20′ 21″ N, 2° 30′ 08″ E |       |
| Bois de la Commanderie, bois de la Justice et leurs abords                                                                                 | Bourron-Marlotte, La Chapelle-la-Reine, Grez-sur-Loing, Larchant, Recloses, Saint-Pierre-lès-Nemours, Villiers-sous-Grez | 12 janvier 1966   | 1 114           | | 48° 18′ 00″ N, 2° 38′ 13″ E |       |
| Abords du château de Guermantes et vallée de la Gondoire                                                                                   | Bussy-Saint-Georges, Bussy-Saint-Martin, Gouvernes, Saint-Thibault-des-Vignes                                            | 20 juillet 1972   | 601             | | 48° 51′ 05″ N, 2° 41′ 17″ E |       |
| Château de Ferrières, parc, faisanderie, ferme, allée plantée du Génitoy                                                                   | Bussy-Saint-Georges, Ferrières-en-Brie, Pontcarré                                                                        | 12 avril 1944     | 403             | | 48° 49′ 03″ N, 2° 42′ 39″ E |       |
| Ferme du Génitoy | Bussy-Saint-Georges | 25 septembre 1944 | 4               | | 48° 50′ 13″ N, 2° 43′ 43″ E |       |
| Château et parc de Rentilly | Bussy-Saint-Martin | 4 mai 1944        | 50              | | 48° 50′ 55″ N, 2° 40′ 09″ E |       |
| Ensemble formé par la vallée de l'Essonne, le bois de Bel-Air, le bois de la Vague et leurs abords                                         | Buthiers | 19 février 1934   | 24              | La protection est centrée sur les rochers de Malesherbes. | 48° 17′ 26″ N, 2° 25′ 57″ E |       |
| Vallée du Grand Morin | La Celle-sur-Morin, Crécy-la-Chapelle, Dammartin-sur-Tigeaux, Guérard, Tigeaux, Voulangis                                | 3 janvier 1980    | 329             | Le site recouvre en partie le site classée de la vallée du Grand Morin. | 48° 49′ 46″ N, 2° 56′ 11″ E |       |
| Propriété de la Sablière | Champs-sur-Marne | 20 décembre 1974  | 25              | Ancienne partie du domaine de Champs-sur-Marne exploitée pour son sable, le site est centré sur un plan qui sert de base de loisir.                                                                    | 48° 51′ 50″ N, 2° 35′ 50″ E |       |
| Vallée du Fusain | Château-Landon | 28 février 1969   | 797             | Vallée du Fusain à sa confluence avec le Loing. | 48° 08′ 38″ N, 2° 42′ 27″ E |       |
| Château des Boulayes, son parc et ses abords                                                                                               | Châtres, Tournan-en-Brie                                                                                                 | 6 mars 1947       | 80              | | 48° 43′ 27″ N, 2° 47′ 34″ E |       |
| Parc et château du domaine Péreire | Chevry-Cossigny, Gretz-Armainvilliers, Ozoir-la-Ferrière                                                                 | 6 mars 1947       | 161             | | 48° 44′ 54″ N, 2° 42′ 46″ E |       |
| Perspectives du château | Chevry-en-Sereine | 30 juin 1967      | 1               | | 48° 14′ 27″ N, 2° 55′ 44″ E |       |
| Parc et château de Tresmes | Congis-sur-Thérouanne | 6 mars 1947       | 28              | | 49° 01′ 14″ N, 2° 58′ 08″ E |       |
| Ensemble de la butte de Doue | Doue | 26 avril 1971     | 278             | | 48° 51′ 55″ N, 3° 09′ 57″ E |       |
| Vallée du Loing | La Genevraye, Grez-sur-Loing, Montcourt-Fromonville, Montigny-sur-Loing, Moret-Loing-et-Orvanne                          | 21 septembre 1982 | 564             | | 48° 19′ 55″ N, 2° 45′ 46″ E |       |
| Perspectives de la cour des Fontaines | Fontainebleau | 28 mars 1939      | 5               | | 48° 23′ 40″ N, 2° 41′ 47″ E |       |
| Quartiers anciens | Fontainebleau | 26 avril 1971     | 104             | | 48° 24′ 18″ N, 2° 41′ 50″ E |       |
| Abords de l'église et du cimetière | La Genevraye | 14 janvier 1970   | 37              | L'église et le cimetière forment un site classé. | 48° 19′ 17″ N, 2° 45′ 10″ E |       |
| Île aux Barbiers, de la Jonchère et du Berceau                                                                                             | Héricy, Samois-sur-Seine, Vulaines-sur-Seine                                                                             | 31 juillet 1931   | 9               | | 48° 26′ 59″ N, 2° 45′ 31″ E |       |
| Rives de la Marne et îles | Isles-lès-Villenoy | 18 mars 1947      | 15              | | 48° 54′ 40″ N, 2° 49′ 35″ E |       |
| Village de Saint-Loup-de-Naud et ses environs                                                                                              | Longueville, Saint-Loup-de-Naud, Savins                                                                                  | 16 juin 1969      | 821             | | 48° 32′ 08″ N, 3° 12′ 53″ E |       |
| Quartiers anciens | Meaux | 10 mars 1969      | 22              | | 48° 57′ 35″ N, 2° 52′ 41″ E |       |
| Quartiers anciens et promenade des Trinitaires                                                                                             | Meaux | 6 février 1976    | 18              | | 48° 57′ 19″ N, 2° 52′ 39″ E |       |
| Rives de la Seine | Le Mée-sur-Seine, Melun                                                                                                  | 19 avril 1947     | 10              | | 48° 32′ 08″ N, 2° 39′ 30″ E |       |
| Boulevard Chamblain et ses plantations | Melun | 19 avril 1947     | 1               | | 48° 32′ 01″ N, 2° 39′ 17″ E |       |
| Ensemble formé par le château de Vaux-le-Pénil, son parc, la promenade de Vaux, la propriété vis à vis du château et les rives de la Seine | Melun, Vaux-le-Pénil | 19 avril 1947     | 42              | | 48° 32′ 01″ N, 2° 40′ 12″ E |       |
| Hôtel de ville et son jardin | Melun | 19 avril 1947     | 1               | | 48° 32′ 25″ N, 2° 39′ 39″ E |       |
| Jardin botanique et place Praslin | Melun, Le Mée-sur-Seine                                                                                                  | 19 avril 1947     | 3               | | 48° 32′ 15″ N, 2° 39′ 09″ E |       |
| Rives de l'Almont | Melun | 19 avril 1947     | 3               | | 48° 32′ 16″ N, 2° 39′ 50″ E |       |
| Butte et parc de Surville | Montereau-Fault-Yonne | 2 octobre 1945    | 36              | | 48° 23′ 36″ N, 2° 57′ 43″ E |       |
| Petite place formant éperon au confluent de la Seine et de l'Yonne et sol de la route rejoignant les deux ponts                            | Montereau-Fault-Yonne | 2 octobre 1945    | 0               | | 48° 23′ 18″ N, 2° 57′ 33″ E |       |
| Parc du château des Hautes-Maisons | Montry | 27 mars 1947      | 22              | | 48° 53′ 08″ N, 2° 49′ 15″ E |       |
| Lieu-dit La Motte Donjon | Moret-Loing-et-Orvanne                                                                                                   | 27 avril 1943     | 0               | | 48° 22′ 45″ N, 2° 49′ 10″ E |       |
| Plan d'eau du Loing et ses rives | Moret-Loing-et-Orvanne                                                                                                   | 16 septembre 1942 | 14              | | 48° 22′ 21″ N, 2° 49′ 15″ E |       |
| Château de Noisiel, bâtiments annexes, parc et prairie du parc                                                                             | Noisiel | 25 mai 1944       | 80              | | 48° 51′ 31″ N, 2° 36′ 48″ E |       |
| Château de Pompone | Pomponne | 5 juillet 1943    | 182             | | 48° 53′ 04″ N, 2° 40′ 52″ E |       |
| Terrains avoisinant l'hôpital général de Provins                                                                                           | Provins | 18 décembre 1933  | 1               | | 48° 33′ 39″ N, 3° 17′ 42″ E |       |
| Ville haute et ses abords | Provins | 31 décembre 1942  | 104             | | 48° 33′ 50″ N, 3° 17′ 31″ E |       |
| Butte | Rampillon | 24 mars 1972      | 962             | | 48° 32′ 45″ N, 3° 03′ 22″ E |       |
| Butte de Samoreau et île de la Saint-Aubin                                                                                                 | Samoreau | 6 mars 1947       | 169             | | 48° 24′ 55″ N, 2° 46′ 05″ E |       |
| Moulin de Douvres et ses abords | Torcy | 25 septembre 1944 | 6               | | 48° 51′ 28″ N, 2° 38′ 18″ E |       |